# Диалектология
Диалектология — раздел лингвистики, предметом изучения которого является диалект как некоторое целое.
Таким образом, в отличие от других отделов лингвистики, выделяющих в качестве своего предмета один из элементов внешней или внутренней формы слова (фонетика, грамматика, семасиология), диалектология строит своё исследование синтетически, рассматривая как фонетические, так и семантические и грамматические особенности известной, географически фиксируемой языковой единицы. Это выделение диалектологии в особый отдел лингвистики противоречит принципу, который был положен в основу классификации остальных лингвистических дисциплин: оно базируется не на анализе структуры слова, а на учёте нового момента — момента географического. Отсюда — в трудах французской социологической лингвистики — отнесение диалектологии в круг лингвистических дисциплин, изучающих языковое явление в комплексе других культурно-исторических realia (linguistique externe), в противоположность лингвистическим дисциплинам, изучающим его структуру (linguistique interne, ср. De Saussure, Cours de linguistique générale, 1916).

## История возникновения
Среди лингвистических дисциплин диалектология — одна из позднейших по времени создания. Правда, факт диалектического дробления языка осознан уже античной стилистикой и грамматикой, создающими ряд терминов для обозначения нарочитого и ненамеренного внесения диалектизмов в литературный язык (варваризм, вульгаризм, солецизм, провинциализм и т. д.), но вплоть до XIX века диалектические явления рассматриваются лишь как известные отклонения от «принятых» языковых норм — отклонения, подлежащие устранению как ошибки.
Только романтической философии начала XIX века удается обосновать самостоятельность и самоценность устных диалектов как «языков народных»; усиление же интереса к изучению диалектов, наблюдаемое во второй половине XIX века, как кажется, в значительной степени связано с своеобразным народничеством младограмматиков, пытавшихся найти в «народных говорах» ненарушенную «чистоту» языкового развития в отличие от «искажаемого» письменной традицией и эстетическими факторами языка литературного. С 1870-ми гг. и связано начало сбора и разработки диалектологических материалов, повлекших за собой коренной пересмотр основных понятий и методов этой лингвистической дисциплины: понятий диалекта, диалектической границы и диалектического развития.
А именно: уточнение методов наблюдения (введение метода изоглосс) привело к решительному отказу от представления о диалекте как замкнутой, географически точно фиксируемой языковой единице, характеризуемой рядом лингвистических явлений, неизвестных смежным диалектам, и переживающей на всем пространстве своего распространения и во всем своем словарном составе одни и те же изменения, которые могут быть выражены определёнными «фонетическими законами».

## Причины возникновения

### Дифференциация диалектологии локальных групп
Точной и определимой единицей исследования оказалось лишь отдельное (фонетическое, грамматическое или лексическое) явление, границы распространения которого отнюдь не обязательно совпадают с границами распространения других явлений. При нанесении на карту этих границ (так называемых изоглосс), область языка оказывается пересечённой множеством линий, которые разбегаются в различных направлениях, часто пересекают друг друга и совпадают лишь в исключительных случаях. Однако, не совпадая точно друг с другом, группы изоглосс обычно пролегают близко друг от друга, образуя своего рода пучок или пояс (Isoglossenbündel, Isoglossengürtel), охватывающий часть языковой площади и не совпадающий с пучками других изоглосс.
Это наличие в каждой области пучков изоглосс и выделяемых ими центральных областей, обычно тяготеющих к известному экономическому центру (или бывшему таковым в прошлом) — Kernlandschaften, которые и называют условно диалектами, — наряду с резкими отклонениями границ отдельных фонетических и лексических явлений, нарушающих так называемые фонетические законы и порой далеко заходящих за условную границу диалекта, образуемую пучком изоглосс, — все это свидетельствует о том, что в основе диалектического развития лежат чисто социальные факторы, — наличие или отсутствие между соответствующими областями культурно-экономических связей как в настоящем, так и в прошлом. Очень показательно, что природные границы при наличии достаточной техники для их преодоления не оказывают влияния на направление изоглосс. Это явление можно пояснить следующим образом.
Единицей, изучаемой лингвистической географией (так называют новейшую диалектологию, оперирующую методом изоглосс), является слово. Но слово существует, передаётся и распространяется как знак известного культурного явления. И, следовательно, пределы его распространения должны определяться границами тех или иных культурно-экономических единств. Действительно: всюду, где между двумя регионами устанавливается постоянная экономическая и культурная связь, произношение их говоров обнаруживает тенденции к единообразию; при этом новое произношение захватывает преимущественно лишь те части лексики, которые так или иначе связаны с новыми культурными отношениями, тогда как слова, не играющие роли в культурном общении, часто сохраняют своё старое произношение.
Так, в Германии граница нижненемецкого наречия постепенно отступает на север; но в переходной зоне, лишь недавно усвоившей верхненемецкий язык, наблюдается характерное несовпадение границ распространения различных слов с одинаковым произношением. Более детальные наблюдения раскрывают причины подобных несовпадений — причины эти являются исключительно культурно-экономическими: по Рейну, например, где ведётся торговля скотом, верхненемецкое произношение соответствующих слов (Ochse, sechs) заходит далеко на север, тогда как слова, к ней никакого отношения не имеющие, сохраняют старую фонетику нижненемецкого языка.
Словом: всюду, где между локальными группами устанавливается известное культурное (экономическое) взаимодействие, диалекты этих групп начинают влиять друг на друга, обнаруживая общую тенденцию к унификации. И обратно: там, где эта связь отсутствует или порывается, наступает дифференциация диалектов соответствующих локальных групп, которая может привести к полному обособлению этих диалектов.

### Дифференциация диалектологии социальных групп
Наряду с диалектической дифференциацией локальных групп, современная диалектология (так называемая «социология языка») всё более учитывает диалектическую дифференциацию социальных групп.
Там, где в структуре общества выделяются обособленные классы и группы, служащие различным производственным целям, язык этого общества распадается на соответствующие социальные диалекты и говоры. Там, где есть только разделение труда (а подобное разделение наблюдается всюду, совпадая у народов примитивной культуры с дифференциацией полов, откуда возникновение особых «женских языков»), каждая отрасль производства вынуждена создавать свой особый запас «технических терминов» — наименований орудий и процессов работы, связанных с её ролью в производстве и непонятных для членов иной производственной группы.
И по мере того как усложняется производство, по мере того как усиливается социальная дифференциация, все более обособляются и социальные диалекты (см. также стилистика).
Социальная дифференциация языка ясно выступает в наблюдениях как над локальными «диалектами», так и над противопоставляемым им литературным языком. Так, унификация локальных диалектов всегда идет через определённые социальные группы, находящиеся в постоянном культурном общении, тогда как другие она захватывает лишь частично. Факт этот выступает достаточно ярко в наблюдениях над местными говорами; так изменения — в смысле усвоения «городского говора» — вносятся в язык обычно мужской частью населения, занятой на промыслах, отслужившей в армии и т. п., тогда как хранителями прежних языковых форм являются женщины и старики, неподвижно осевшие в деревне.
Действие тех же факторов наблюдается и при вытеснении одним социальным диалектом других — при создании так называемой «койнэ» — langue commune, Gemeinsprache, литературного языка. И здесь в основу литературного языка — языка культуры и письменности — ложится говор общественной группы, стоящей во главе культурно-экономического развития страны.
Формы унификации и здесь могут быть весьма многообразны. В основу «койнэ» может лечь говор определённого города, который является крупным промышленным, торговым, политическим центром страны; так в основе французского литературного языка лежит парижское наречие, в основе английского — лондонское. Или же унификация достигается через социальный диалект в собственном смысле — например, говор служилого или торгового сословия, члены которого в силу самих условий своего существования не могут являться устойчивой этнической единицей; так немецкий литературный язык возникает на почве говоров торгового населения городов Чехии и Саксонии — областей, которые колонизовались германцами уже в историческую эпоху средневековья и пришлое население которых, разноместное по происхождению и разнообразное по этническому составу, объединялось новыми, возникшими в этих городах экономическими, политическими, культурными связями.
Проблема осложняется тем, что одна общественная группа, сменяя другую, обычно не заменяет её диалекта своим (хотя возможны и такие случаи — например, борьба северо-западных и юго-восточных диалектов в средневековом немецком литературном языке), но усваивает его вместе с формами творившейся на нём культуры, внося лишь некоторые изменения в его лексику и произношение.
Так, в создании русского литературного языка наблюдается, с одной стороны, переход руководящей роли с юга (Киев) на север (Владимир — Москва), с другой — смена духовенства служилым сословием (приказными и ратными людьми) в культурном строительстве страны. По своему происхождению древнеболгарский язык, перенесённый на Русь в качестве церковного языка, — русский литературный язык сначала на юге, в Киеве, потом на северо-востоке, в Москве, — подвергается обрусению, обрастая живыми народными элементами и значительно приближаясь к наречиям города Москвы, где сталкивались говоры северно-русские (говоры высших классов — боярства, духовенства, дьяков — преемственно связанных с северно-русскими центрами) и говоры восточно-русские (говоры «черни»).
Результатом сложной борьбы, которую повели светские элементы для обладания книжным языком, для вторжения в запретную область духовного просвещения, является создание делового приказного языка, наиболее доступного влиянию языка окружающей среды, и усвоение привилегированными классами этого языка в качестве разговорного. И всё же, хотя черты московского наречия становятся преобладающими в русском литературном языке, он сохраняет, с одной стороны, свой инославянский остов, с другой — некоторые южно-русизмы (например произношение звонкого фрикативного «γ» в словах «бога», «благо»).
Наконец, следует отметить, что унификация «литературного языка», отражая интересы господствующих общественных групп, обычно не бывает полной. В некоторых случаях она ограничивается лишь известной общественной группой — например духовенством, поскольку последнее образует единство, выходящее за пределы единства этнического (например, роль таких «языков культа», как латинского языка для католической церкви или арабского для ислама).

### Унификация и дифференциация локальных и социальных диалектов
Но даже и там, где «койнэ» становится достоянием более широких слоев общества — привилегированных классов вообще, — унификация все же не охватывает языка в целом; от неё, например, обычно ускользают слова повседневной жизни.
Так, всякая унификация диалектов предполагает два момента: наличие экономической и культурной связи между соответствующими диалектическими группами и наличие общественной или этнической группы, стоящей во главе экономического и культурного развития и подчиняющей себе экономически и культурно отсталые группы. Унификация языка является лишь выражением, отражением этих устанавливающихся связей.
Обратно: при отсутствии этих связей развитие локальных и социальных диалектов идет самостоятельными путями, и количество дивергирующих черт будет всё возрастать. Завершением этого процесса может явиться полное обособление диалектов как отдельных языков, причём формы языковой дифференциации столь же многообразны и культурно-исторически обусловлены, как и формы языковой унификации.
Действительно: здесь необходимо прежде всего отличить от дифференциации уже существующего языкового единства факт сохранения старых этнически-языковых различий. Так, у народов развитых культур диалектические различия, представляющие собой пережитки старых этнических различий, сохраняются особенно упорно среди сельского населения.
Наряду с сохранением старых этнически-языковых различий, формы натурального хозяйства, разбивающие страну на ряд самостоятельных экономических ячеек, могут вызвать и дифференциацию первоначального языкового единства. Так огромный регресс в экономической структуре Западной Европы, последовавший за великим переселением народов, ведет к распаду прежнего латинского единства на отдельные романские диалекты (позднее языки) точно так же, как медленный экономический упадок Византии, изолирующий одну за другой провинции Восточно-римской империи, отражается в дифференциации среднегреческой «койнэ», когда-то возникшей путём унификации прежних племенных диалектов.
Переход от форм натурального хозяйства к эпохе торгового капитала, создавая в торговых городах ряд одинаково сильных экономически и культурно центров, вызывает частичную унификацию мелких говоров, способствуя в то же время дифференциации возникающих на их почве более крупных диалектических единиц, — достаточно вспомнить соперничество нескольких крупных диалектов в качестве языка литературы и письменности, которое так характерно для Германии, Франции или Италии позднего средневековья.
Наряду с унификацией местной, в этих условиях наблюдается и частичная социальная унификация языка — создание специальных торговых языков или распространение в этой роли одного диалекта за счёт других при сохранении в остальном прежних диалектических различий. Наконец, сильное развитие классовой дифференциации влечет за собой создание социальных диалектов, и не только в области словаря, но и в области фонетики и морфологии.
Ибо, поскольку наряду со старыми этническими диалектами господствующие классы создают свой единый унифицированный «литературный язык», первые приобретают характер «говоров простонародья». При этом, если, с одной стороны, большая устойчивость форм быта сельского населения способствует здесь сохранению архаических форм языка, то, с другой — отсутствие консервативного фактора письменности и письменного языка позволяет быстрее развиться заложенным в языке тенденциям.
Унификация и дифференциация локальных и социальных диалектов как отражение наличия или отсутствия экономических связей между соответствующими географическими пунктами и общественными группами, — таковы сложные формы развития диалектов. Всякая попытка свести развитие диалектов к единообразной схеме путём замены факторов социальных факторами этническими упрощает действительные отношения, где «с бесконечным дроблением диалектов идет рука об руку бесконечное их смешение» (Шухардт).
Социальными факторами — социальной дифференциацией языков и лежащими в её основе экономическими причинами — определяются и формы использования локальных диалектов в литературе. В литературах стран и эпох, когда ещё отсутствует экономическая и политическая централизация, несколько диалектов, связанных с наиболее значительными центрами, могут сосуществовать в качестве языка литературы. Так, в средневековой немецкой литературе северо-западные диалекты соперничают в качестве языка поэтического творчества с диалектами юго-восточными; в средневековой французской литературе говоры Иль-де-Франса (в частности парижский) представлены весьма небольшим количеством памятников по сравнению, например, с говорами нормандскими; в средневековой итальянской литературе сицилийский диалект оспаривает одно время первенство у тосканского.
При этом обычно, при наличии общения между соответствующими областями (хотя бы в пределах отдельных социальных групп), художественное использование диалектов приводит к устранению особенно резких диалектизмов и к унификации словаря, благодаря чему литературные произведения, созданные на одном диалекте, могут быть поняты представителями других диалектов. Так можно говорить о средневековом немецком литературном языке эротической поэзии.

### Выделение и унификация диалектов в литературе
В дальнейшем возможно сосуществование отдельных диалектов в качестве стилистически закрепленных особенностей известных жанров. Например, в древнегреческой поэзии диалектическая окраска обязательна как для различных жанров, так и для различных элементов одного жанра. Социологическая основа введения диалектов в литературное творчество выступает ярче в правилах древнеиндийской драматургии, связывающей с социальным положением действующего лица драмы пользование им тем или иным диалектом.
Чаще всего, однако, языковой унификации, отражающей экономическую и политическую централизацию, сопутствует борьба с диалектизмами как формой выражения «низших» классов общества. Отрицательная оценка «провинциализмов» и «идиотизмов», так же как и социальных диалектизмов, проходит красной нитью через нормативную стилистику античного и нового европейского мира в форме учения о стилях.
В подобные эпохи стабилизации и унификации литературного языка введение локальных и социальных диалектизмов допускается лишь в качестве комического приема в соответствующих жанрах. Такие жанры, например, как комедия и плутовской роман, допускают и при стабилизации литературного стиля широкое использование диалектизмов (например, значение, которое имеют комедии Плавта и «Сатирикон» Петрония для латинской диалектологии).
Реабилитация диалектизмов в качестве не только комического, но и изобразительного средства, усиливающего «местный колорит» в произведениях высокого стиля (трагедии, психологическом романе, лирике, бытовой драме и т. д.), идет в западноевропейской и русской литературе параллельно с усилением реализма и натурализма; при этом реабилитация охватывает не только локальные, но и социальные диалекты. Борьба вокруг «натуральной школы» в истории русской литературы может служить хорошей иллюстрацией столкновения старого и нового литературных канонов и лежащих в их основе общественных идеологий.
Характерной особенностью привнесения диалектизмов в литературный язык является постепенная утрата этими диалектизмами связи с живой устной речью. С одной стороны, часть диалектизмов вливается в лексику литературного языка, утрачивая свою специфическую эмоциональную окраску и теряя таким образом свою стилистическую значимость (см. также «Лексика», «Стилистика»); с другой — производится традиционный отбор социальных и локальных диалектизмов при изображении языком той или иной общественной группы, известный трафарет, передающийся уже путём чисто литературной традиции.
В этом отношении, например, очень показательно сопоставление изображения языка крестьянства и мелкобуржуазных групп в русской беллетристике начала XX века с аналогичными изображениями в русской литературе второй половины XIX века: в языке крестьян П. Романова и обывателей Зощенко можно установить прямую литературную традицию не только Лескова, Чехова, Толстого, но и Лейкина и Горбунова.
В связи с вопросом о взаимодействии литературного языка и диалектов следует ещё упомянуть попытки литературного возрождения языка, в силу политических причин сведенных на роль локальных диалектов. Такие попытки, как возрождение провансальского языка во Франции, фламандского в Бельгии, нижнесаксонского (платтдейч) в Германии, свидетельствуют о росте самосознания соответствующих национальных групп.
Действительное возрождение подобных языков возможно лишь там, где осуществляется подлинно национальная автономия, — такой пример дает литературное творчество многочисленных народов Советского Союза.